# Amphogona apsteini
Amphogona apsteini is een hydroïdpoliep uit de familie Rhopalonematidae. De poliep komt uit het geslacht Amphogona. Amphogona apsteini werd in 1902 voor het eerst wetenschappelijk beschreven door Vanhöffen. 